# Oljebaggar
Oljebaggar (Meloidae) är en familj tillhörande underordningen allätarbaggar bland skalbaggarna. Ungefär 2 500 arter över hela världen är kända. I Europa finns 210 arter eller underarter. I Sverige finns endast arterna bibagge och spansk fluga samt 3 arter av majbaggar.
Arterna känns igen på det nedböjda, från den smalare halsskölden avsnörda huvudet, på täckvingarna, som vid basen är mycket bredare än halsskölden, samt på tarsernas i två olika hälfter kluvna klor. Hudskelettet är vanligen ganska mjukt. Skalbaggarna innehåller skarpt retande ämnen som kan framkalla blåsor på människohuden och därigenom fått medicinsk användning (se Spansk fluga).

## Larvernas utveckling

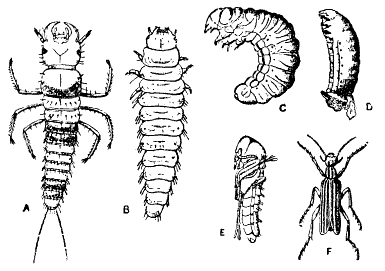
Metamorfos hos arten Epicauta vittata: A - Triungulus-stadium, B - andra larvformen, C - tredje larvformen, D - skenpuppa, E - puppa, F - imago

Oljebaggarnas utveckling består i en i det närmaste likartad hypermetamorfos. Ur de i jorden lagda äggen kommer små livligt rörliga larver med stort, kitinpansrat huvud, försett med pannspröt, ögon och starka, böjda och spetsiga käkar. Mellankroppen bär 3 par långa, i spetsen med 3 klor utrustade ben. Bakkroppen har borstlika bihang i spetsen. 
Till exempel vandrar de larver som hör till släktet majbaggar till blommor, där de avvaktar ankomsten av något bi som larven bestiger för att med sina långa, trekloiga ben hålla sig fast vid håren på mellankroppens ryggsida. Innan man visste var de små djuren som satt på biet kom från kallades det bilus. Men larverna ska inte förväxlas med den verkliga bilusen, som tillhör underordningen tvåvingar. Till följd av sin trekloighet kallades den nykläckta larven också Triungulus. Detta Triungulus-stadium tycks vara gemensamt för alla arter i familjen, för att de kan själva förflytta sig eller låta förflytta sig till den plats, där larven finner sin blivande föda. 
Larven bärs av biet till dess bo och när biet lägger sitt ägg på honungen glider larven ner på ägget och genomborrat det med sina spetsiga käkar för att suga ut dess innehåll. När detta skett ömsar larven hud och får ett nytt utseende. Den blir kortare och tjockare, med korta enkloiga ben samt utan ögon och svansborst. I detta stadium äter den av honungen, tills den blir fullväxt, men genomgår, innan den förpuppas, ett skenpuppstadium (pseudochrysallid), ur vilket ett sista larvstadium som liknar de tidigare framgår för att slutligen förvandlas till puppa och imago.